# Bornsjön
Bornsjön er en sø på nordvestlige del af halvøen Södertörn i Salems kommun i landskapet Södermanland i Sverige. Søen ligger ca. 20 km sydvest for Stockholm, og i Bornsjöns naturreservat, hvor den har været fredet siden 1920.

## Vandforsyningsreserve
Bornsjön med omgivelser blev opkøbt af Stockholm by allerede ved århundredskiftet 1900, med tanke på sikring af byens vandtilførsel som vandforsyningsreserve. Norsborgs vattenverk blev bygget kort tid efter i Norsborg, og råvandet blev i begyndelsen hentet fra Bornsjön, men senere fra Mälaren.
Bornsjön med omgivelser er for tiden et vandbeskyttelsesområde, hvilket  indebærer at søen ikke må benyttes til andre formål. Man kan for eksempel ikke bade eller fiske i søen, og heller ikke gå på isen på vinteren. Bornsjöns rene vand vil blive benyttet som vandforsyning for Stockholm hvis hovedkilden til byens vandtilførsel, Mälaren skulle blive forurenet.
Siden 1993 har ejendommene rundt omkring søen været ejet og drevet af Stockholm Vatten. Målet er en langsigtet sikring af Bornsjön som kilde til vandforsyning. Skovbrug i området drives med forsigtighed og uden brug af kemikalier, og landbrugsdriften er også underlagt restriktioner. For at følge tilstanden i søen, tages der stadig prøver af vandet i både søen og dens tilløb.

## Dyreliv
På grund af fraværet af bådtrafik, yngler sjældne fuglearter som storlom og fiskeørn her.
I 2004 blev Bornsjön ramt af krebsepest som følge af ulovlig udsætning af signalkrebs. Stockholm vatten har siden da forsøgt at genindføre den stærkt truede ædelkrebs.

## Bornsjöns naturreservat
Bornsjöns naturreservat er et naturreservat i Stockholms län, som har arealer i i tre kommuner: Salem, Botkyrka og Södertälje. Naturreservatet er ca. 4.600 hektar, og blev etableret i 1995. Reservatet udgør hovedparten af Bornsjöns vandbeskyttelsesområde

## Billeder
- Varselskilt ved Bornsjön
- Jernaldergrav, Bergaholm
- Bronzealdergrav, Skårby
- Bornsjön set fra Salems kirke